# Blues Brothers 2000
Blues Brothers 2000 ist die im Jahr 1998 unter der Regie von John Landis produzierte Fortsetzung des Kultfilms Blues Brothers aus dem Jahr 1980.

## Handlung
Die Handlung setzt 18 Jahre nach dem Ende des ersten Films ein: Aus der Haft entlassen, erfährt Elwood J. Blues vom Tode seines Bruders Jake und seines Vaterersatzes Curtis (im Vorgängerfilm John Belushi und Cab Calloway, die auch tatsächlich inzwischen verstorben waren). Von seiner ehemaligen Erzieherin Mutter Mary aus dem Waisenhaus wird er als Mentor für den zehnjährigen Buster engagiert, der unter Vormundschaft steht. Außerdem erfährt er von ihr, dass Curtis einen außerehelichen Sohn namens Cabel (Cab) Chamberlain hatte, der demnach quasi sein Stiefbruder ist.
Elwood sucht Cab sofort an seinem Arbeitsplatz, der örtlichen Polizei, auf, kann ihn jedoch nicht zur Mitarbeit überreden. Allerdings stiehlt Buster ihm seine Brieftasche, deren Inhalt in ein neues Bluesmobile, ein gebrauchtes Polizeifahrzeug, investiert wird. Zwischenzeitlich kommt er mit Buster im Strip Club seines alten Bandkollegen Willie („Too Big“ Hall) unter. Der Versuch, die Russische Mafia von Schutzgelderpressungen abzuhalten, provoziert diese derart, dass sie den Nachtclub überfallen und zerstören. Somit arbeits- und obdachlos beschließt Elwood, die Blues Brothers Band wieder zusammenzubringen. Beginnend mit Willie und dessen Kellner Mac, der sich als guter Sänger erweist, müssen die alten Bandkollegen aufgesucht und dazu überredet werden, ihre gegenwärtigen Berufe aufzugeben und wieder auf Tournee zu gehen. Dabei wird die Russenmafia erneut provoziert, sodass diese neben der Polizei (wegen des Diebstahls der Brieftasche) zu ständigen Verfolgern werden. Ganz nebenbei gerät die Band auch in Feindschaft zu einer paramilitärischen, nationalistischen Gruppe. Der alte Manager der Blues Brothers, Maury Sline, verhilft zu einem Auftritt auf einem Volksfest und verspricht einen großartigen Auftritt in Louisiana bei Queen Mousette. Im weiteren Verlauf führt ein leerer Benzintank auf den Scheideweg: Weitermachen oder aufgeben?
Zu Fuß gelangt die Band zur gemeinsamen Zeltmission der Prediger Reverend Cleophus T. James und Reverend Morris, wo auch die verfolgende Polizei eintrifft. Cab erfährt hier seine Bekehrung und schließt sich den Blues Brothers an. Schließlich tritt die Band auf dem Anwesen der Voodoopriesterin Queen Mousette zu einem musikalischen Wettstreit gegen die The Louisiana Gator Boys an, welchen sie zwar nicht gewinnt, der aber mit einer fulminanten Jamsession beider Bands beendet wird. Queen Mousette neutralisiert mit ihrem Zauber die verfolgende Russenmafia sowie die amerikanischen Paramilitärs. Um Buster die Rückkehr in das Waisenhaus zu ersparen, begibt sich Elwood mit diesem erneut auf die Flucht.

## Kritik
Der Film wurde in den Vereinigten Staaten von Kritikern überwiegend negativ bewertet, da er nach deren Meinung dem Film Blues Brothers von 1980 zu ähnlich war. Zwar wurde die Filmmusik als erfolgreich angesehen, aber der Film konnte sich nicht etablieren. Bereits nach zwei Wochen wurde das Werk Landis’ in manchen Kinos wieder abgesetzt.

„Fortsetzung des Films ‚Blues Brothers‘ (1980), die trotz zahlreicher Stars der Rhythm & Blues-, Rock’n’Roll- und Country-Szene nie die chaotisch-ausgelassene Stimmung des Originals trifft und durch eine lieblose Gestaltung mehr langweilt als unterhält.“

Weitere kritische Stimmen werfen den Produzenten des Filmes vor, dass das Werk unter den geringstmöglichen Kosten hergestellt wurde. So soll der Film fast nur in Kanada gedreht worden sein, um Forderungen der kalifornischen Schauspielergewerkschaft zu umgehen.
Um den Film nach US-Maßstäben „familienfreundlich“ zu gestalten, wird in der Handlung weder geraucht (ausgenommen im russischen Vereinshaus) noch geflucht („Versprecher“ von Elwood in Gegenwart von Mutter Mary werden von ihr sofort durch körperliche Züchtigung unterbunden). Im ersten Film wird beides, den Charakteren entsprechend, reichlich getan.
Mit einem Budget von 28 Millionen nahm der Film weltweit nur knapp über 14 Millionen Dollar ein und gilt somit als Flop.
Die Deutsche Film- und Medienbewertung FBW in Wiesbaden verlieh dem Film das Prädikat „wertvoll“.

## Besetzung

### Bands und Musiker

#### The Blues Brothers Band
- Dan Aykroyd als Elwood Blues – Mundharmonika und Gesang
- John Goodman als Mighty Mack McTeer – Gesang
- J. Evan Bonifant als Buster Blues – Gesang [und Mundharmonika s. u.]
- Steve Cropper als Steve „the Colonel“ Cropper – Rhythmusgitarre und Backing Vocal
- Donald Dunn als Donald „Duck“ Dunn – E-Bass
- Murphy Dunne als Murphy „Murph“ Dunne – Keyboard
- Willie Hall als Willie „Too Big“ Hall – Schlagzeug und Percussion
- Tom Malone als Tom „Bones“ Malone – Posaune, Tenorsaxophon und Backing Vocal
- Lou Marini als „Blue Lou“ Marini – Alt-/Tenorsaxophon und Backing Vocal
- Matt Murphy als Matt „Guitar“ Murphy – Leadgitarre
- Alan Rubin als Alan „Mr. Fabulous“ Rubin – Trompete, Percussion und Backing Vocal

#### Gastmusiker
- Taj Mahal als Angestellter in Malvern Gasperons Gebrauchtwagenhandel (Statistenrolle)
- Junior Wells
- Lonnie Brooks
- Blues Traveler mit John Popper, der spielte auch die Mundharmonika für Buster Blues
- Jonny Lang als Hausmeister
- Eddie Floyd als Ed
- Wilson Pickett als Mr. Pickett
- Aretha Franklin als Mrs. Murphy
- The Ridgeway Sisters (Esther, Gloria & Gracie) als Mrs. Murphys Freundinnen
- Sam Moore als Reverend Morris
- James Brown als Reverend Cleophus James
- Sharon Riley & The Faith Chorale als Chor der Zeltmission
- Paul Shaffer als Marco
- Erykah Badu als Queen Mousette
- Jeff Pilson
- Steve Potts

#### The Louisiana Gator Boys
The Louisiana Gator Boys sind eine Blues Supergroup, die eigens für den Film Blues Brothers 2000 zusammengestellt wurde, um in einem musikalischen Wettstreit gegen die Blues Brothers anzutreten. Sie bestand aus:
- B. B. King als Gebrauchtwagenverkäufer Malvern Gasperon – Gesang und Gitarre
- Jeff „Skunk“ Baxter – Gitarre
- Gary U.S. Bonds – Gesang
- Eric Clapton – Gesang und Gitarre
- Clarence Clemons – Gesang, Tenorsaxofon und Tamburin
- Jack DeJohnette – Schlagzeug
- Bo Diddley – Gesang und Gitarre
- Jon Faddis – Trompete
- Isaac Hayes – Gesang
- Dr. John – Gesang und Klavier
- Tommy „Pipes“ McDonnell – Gesang
- Charlie Musselwhite – Gesang und Mundharmonika
- Billy Preston – Gesang und Synthesizer
- Lou Rawls – Gesang
- Joshua Redman – Tenorsaxophon
- Koko Taylor – Gesang
- Travis Tritt – Gesang und Gitarre
- Jimmie Vaughan – Gesang und Gitarre
- Grover Washington, Jr. – Baritonsaxophon
- Willie Weeks – Bassgitarre
- Steve Winwood – Gesang und elektronische Orgel

- Paul Shaffer – Der Zeremonienmeister und Majordomus von Queen Mousette mischt sich unter die Band und scheint die Funktion eines Bandleaders zu übernehmen.

### Weitere Schauspieler
- Joe Morton als Cab[el] Chamberlain
- Nia Peeples als Lieutenant Elizondo
- Frank Oz als Gefängnisdirektor
- Shann Johnson als Tänzerin Matara
- Kathleen Freeman als Mother Mary Stigmata
- Steve Lawrence als Maury Sline
- Darrell Hammond als Truppführer Robertson
- Michael Bondar als russischer Verbrecher
- Slavko Hochevar als russischer Verbrecher
- Igor Syyouk als Tstetsevkaya
- Victor Pedtrchenko als Ivan
- Wally High als russischer Verbrecher
- Richard Kruk als russischer Verbrecher
- John Lyons als russischer Verbrecher
- Jeff Morris als Bob

## Musik
Diese Lieder werden in folgenden Szenen gespielt:
| Lied                                 | Szene                                                                        |
| ------------------------------------ | ---------------------------------------------------------------------------- |
| John The Revelator (Trad.)           | Nach 18 Jahren endlich wieder in Freiheit                                    |
| Born In Chicago                      | Autofahrt durch Chicago zum Verkaufsplatz gebrauchter öffentlicher Fahrzeuge |
| The Blues Don’t Bother Me            | Auf dem Wege zu Captain Cabel Chamberlain im Polizeihauptquartier            |
| Last Night (Instr.)                  | Fahrt mit dem „neuen“ Bluesmobile zu Willie’s Stripster Club                 |
| Cheaper To Keep Her                  | 1. Auftritt im Stripclub                                                     |
| Perry Mason Theme                    | Entledigung der berauschten russischen Schutzgelderpresser                   |
| Wolgaschiffer                        | Lagebesprechung im Russian American Social Club                              |
| Looking For A Fox                    | 2. Auftritt im Stripclub                                                     |
| Gumpstumper                          | Flucht und Verfolgung durch die Russen, Einsatz von Spezial-„Nägeln“         |
| Theme from Peter Gunn                | Beim Betreten der Mercedes-Vertretung                                        |
| R·E·S·P·E·C·T                        | Tanz in der Mercedes-Vertretung                                              |
| Säbeltanz                            | Flucht vor der Russenmafia auf Friedhof                                      |
| 634–5789                             | In der Telefonsex-Agentur Ed’s Love Exchange                                 |
| Maybe I’m Wrong                      | Auftritt der Band Blues Traveller/Ausfahrt aus Chicago gen Süden             |
| Honky-Tonk Dancing Machine           | Frischmachen und Rasieren in Bob’s Country Kitchen                           |
| Can’t Turn You Loose                 | Bei der Flucht aus Bob’s Country Kitchen                                     |
| A Bump And A Grind (Doin’ The Nasty) | Camouflage beim Monster Truckin’ auf der DevilDrivers Thrill Show            |
| (Ghost) Riders in the Sky            | The Bluegrass Brothers auf der DevilDrivers Thrill Show                      |
| Green Onions                         | Tiefpunkt: Kein Benzin – keine Weiterfahrt. Umkehr?                          |
| John The Revelator                   | In der Zeltmission (Revival meeting) – vor der Erleuchtung                   |
| God Music                            | In der Zeltmission                                                           |
| John The Revelator                   | In der Zeltmission – zusätzliche Texte von John Landis                       |
| Let There Be Drums (Instr.)          | Während der Massenkarambolage der Polizeiwagen                               |
| Season Of The Witch                  | Bei der Einfahrt auf das Anwesen der Queen Mousette                          |
| Funky Nassau                         | Verzauberung der Band wegen Mousettes Wunsch nach „Karibischem“              |
| How Blue Can You Get                 | Auftritt der Louisiana Gator Boys                                            |
| Turn On Your Love Light              | Finaler Auftritt der Blues Brothers Band                                     |
| New Orleans                          | Jamsession beider Bands                                                      |
| Checkin’ Up On My Baby               | dritter Teil vom Abspann (zur Songliste)                                     |
| Please, Please, Please               | James Brown beim Singen für seine Frau – nach dem Abspann                    |